# Gordei Levtxenko
Gordei Ivànovitx Levtxenko (1 de febrer de 1897, Dubrovka, Ucraïna – 9 de juny de 1981) va ser un comandant naval soviètic i almirall des de 1944.
Nascut a Ucraïna, llavors part de l'Imperi Rus, el 1897 s'uní a la Marina Imperial Russa el 1913, graduant-se a l'acadèmia d'artilleria de Kronstadt el 1916 i participà en la Primera Guerra Mundial. Durant els fets revolucionaris de 1917, va participar en l'assalt al Palau d'Hivern, lluitant contra les forces del general Judénitx comandant el creuer Aurora.
Levtxenko esdevingué membre del Partit Bolxevic el 1919. Durant la Guerra Civil participà en la supressió dels motins al Fort Krasnaia Gorka i a la Rebel·lió de Kronstadt. Va ser promogut a comandant de l'Aurora el 1922; i el 1932 comandà la Flotilla del Caspi. Des de 1933 comandà la divisió de cuirassats de la Flota del Bàltic i l'esquadró de destructors de la Flota del Mar Negre.
Des de 1937 va ser cap de l'Estat Major, el 1938 és destinat a la Flota del Bàltic, i des de 1939 va ser Vicecomissari del Poble de la Marina.
Durant la Gran Guerra Patriòtica participà en els combats d'Odessa, Nikolaiev i Sebastòpol, sent comandant de Crimea. Va ser detingut durant una purga el 1941, es declarà culpable del fracàs per un atac de pànic i sentenciat a 10 anys, però va ser alliberat el 31 de gener de 1942, encara que degradat al rang de capità de 1a. El 8 de juliol de 1942 dirigí el desembarcament de l'illa de Sommers, al golf de Finlàndia, tot i que resultà en un desastre, amb la pèrdua de 8 naus. Entre finals de 1942 i 1944 va ser comandant de la base de Leningrad, ajudant a portar subministraments a la ciutat durant el setge.
Va ser comandant de la Flota del Bàltic entre 1946 i 1953. i Viceministre de la Marina entre 1953 i 1960, sent promogut al rang d'Almirall. Entre 1956 i 1958 és subcomandant de la Marina per a l'entrenament Militar, i des de 1958 és Inspector General del Ministeri de Defensa.
Levtxenko va retirar-se al setembre de 1960. Les seves memòries, "Годы огневые" (Els anys ferotges) van aparèixer aquell mateix any.
En honor seu es va batejar el destructor classe Udaloi "Almirall Levtxenko.

## Condecoracions
- Orde de Lenin (3)
- Orde de la Bandera Roja (4)
- Orde d'Uixakov de 1a classe (2)
- Orde de l'Estrella Roja (2)
- Medalla del Centenari de Lenin
- Medalla de la defensa de Leningrad
- Medalla de la defensa d'Odessa
- Medalla de la defensa de Sebastòpol
- Medalla de la victòria sobre Alemanya en la Gran Guerra Patriòtica 1941-1945
- Medalla del 20è Aniversari de la Victòria en la Gran Guerra Patriòtica
- Medalla del 30è Aniversari de la Victòria en la Gran Guerra Patriòtica
- Medalla del 20è Aniversari de l'Exèrcit Roig
- Medalla del 30è Aniversari de l'Exèrcit i l'Armada Soviètics
- Medalla del 40è Aniversari de les Forces Armades Soviètiques
- Medalla del 50è Aniversari de les Forces Armades Soviètiques
- Medalla del 60è Aniversari de les Forces Armades Soviètiques